# Attends-moi au ciel
Pour plus de détails, voir Fiche technique et Distribution.
Attends-moi au ciel (Espérame en el cielo) est un film espagnol réalisé par Antonio Mercero, sorti en 1988.

## Fiche technique
- Titre : Attends-moi au ciel
- Titre original : Espérame en el cielo
- Réalisation : Antonio Mercero
- Scénario : Antonio Mercero, Horacio Valcárcel et Román Gubern
- Photographie : Manuel Rojas
- Pays d'origine : Espagne
- Format : Couleurs - 1,66:1 - Dolby
- Genre : comédie
- Date de sortie : 1988

## Distribution
- Pepe Soriano : Paulino Alonso / Francisco Franco
- José Sazatornil : Alberto Sinsoles
- Chus Lampreave : Emilia
- Manolo Codeso : Luis
- Amparo Valle : Rosa
- Matías Prats Cañete : Voix du NO-DO